# Municipio de Rome (Iowa)
El municipio de Rome (en inglés: Rome Township) es un municipio ubicado en el condado de Jones en el estado estadounidense de Iowa. En el año 2010 tenía una población de 1216 habitantes y una densidad poblacional de 13,02 personas por km².

## Geografía
El municipio de Rome se encuentra ubicado en las coordenadas 41°59′24″N 91°10′30″O / 41.99000, -91.17500. Según la Oficina del Censo de los Estados Unidos, el municipio tiene una superficie total de 93.37 km², de la cual 92,3 km² corresponden a tierra firme y (1,14 %) 1,06 km² es agua.

## Demografía
Según el censo de 2010, había 1216 personas residiendo en el municipio de Rome. La densidad de población era de 13,02 hab./km². De los 1216 habitantes, el municipio de Rome estaba compuesto por el 97,78 % blancos, el 0,82 % eran afroamericanos, el 0,08 % eran amerindios, el 0,82 % eran asiáticos, el 0,16 % eran de otras razas y el 0,33 % eran de una mezcla de razas. Del total de la población el 1,15 % eran hispanos o latinos de cualquier raza.